# Laubbichel
Der Laubbichel (auch Laubbühl) in der Gemarkung von Weißenburg im bayerischen Landkreis Weißenburg-Gunzenhausen ist ein 635,7 m ü. NHN hoher Berg der Fränkischen Alb und vor dem Steinberg (624,7 m), Auf der Ebene (624,2 m) und dem Wülzburger Berg (620 m) die höchste Kuppe im Süden der Frankenalb. Er ist die vierthöchste Erhebung des Landkreises und die höchste im Osten des Landkreises.

## Geographie

### Lage
Der Laubbichel liegt im Nordwestteil des Naturparks Altmühltal in der Weißenburger Alb, einem westlichen Teil der südlichen Frankenalb. Er erhebt sich südlich vom Tal des Bösbachs (Rohrbach, Klingenbach), einem Zufluss des Felchbachs. Nordwestlich des teils bewaldeten Bergs liegt Kehl, östlich Oberhochstatt, die beide zu Weißenburg gehören, dessen Innenstadt rund 3,5 km (Luftlinie) westlich der Erhebung liegt. Westsüdwestlicher Nachbarberg ist der Wülzburger Berg (620 m) mit der Wülzburg.
Auf dem Laubbichel liegen Teile des Landschaftsschutzgebiets Schutzzone im Naturpark Altmühltal (CDDA-Nr. 396115; 1965; 1632,96 km²).

### Naturräumliche Zuordnung
Der Laubbichel gehört in der naturräumlichen Haupteinheitengruppe Fränkische Alb (Nr. 08), in der Haupteinheit Südliche Frankenalb (082) und in der Untereinheit Altmühlalb (082.2) zum Naturraum Weißenburger Alb (082.26), wobei seine Landschaft nach Norden im Fränkischen Keuper-Lias-Land (11), im Vorland der Südlichen Frankenalb (110) und in der Weißenburger Bucht (110.3) in den Naturraum Vorland der Weißenburger Alb (110.32) abfällt.

## Verkehr und Wandern
Südlich des Laubbichels zweigt von der von Weißenburg zum Gemeindeteil Rothenstein führenden Bundesstraße 13 die ostwärts nach Oberhochstatt verlaufende Staatsstraße 2228 ab, von der man nach Nordwesten abbiegend auf einem nach Kehl führenden Fahrweg zum Berg gelangen kann. Dabei passiert man den südwestlich der Gipfelregion des Laubbichels gelegenen Flugplatz Weißenburg−Wülzburg. Zum Beispiel an diesen Straßen beginnend kann man die Erhebung erwandern; am benachbarten Wülzburger Berg verlaufen der Main-Donau-Weg und der Frankenweg.